# Xã Denbigh, Quận McHenry, Bắc Dakota
Xã Denbigh (tiếng Anh: Denbigh Township) là một xã thuộc quận McHenry, tiểu bang Bắc Dakota, Hoa Kỳ. Năm 2010, dân số của xã này là 83 người.